# Astérix en Italia
Astérix en Italia (en francés: Astérix et la Transitalique) es el álbum n.º 37 de la serie Astérix el Galo, editada por Les Éditions Albert René. Fue publicado en 2017, saliendo a la venta el 19 de octubre de ese año en toda Europa. Es el tercer álbum de Astérix en que no participan ninguno de sus creadores originales; en su lugar, Jean-Yves Ferri se encarga del guion y Didier Conrad del dibujo. En español está editado por Salvat.

## Argumento
La historia se inicia en Roma, donde tras un accidente en una vía romana el senador Lactus Bífidus, encargado de la conservación de las vías, es acusado de apropiarse de los fondos para su mantenimiento con fines personales. Para desviar la atención, el senador anuncia una carrera de cuadrigas que recorrerá toda Italia, la Transitálica. Julio César hace una visita al senador para advertirle de que un romano deberá ganar la carrera. 
A continuación aparecen Astérix y Obélix que, junto a Edadepiédrix, están visitando el mercado de Darioritum (Vannes). Una sibila augura a Obélix que será campeón con un carro alado y, poco después, Obélix compra un carro con forma de gallo. Justo después ven en un periódico el anuncio de la carrera y deciden participar: Obélix será el piloto y Astérix el copiloto, revirtiendo por una vez los roles habituales de los héroes galos.
La carrera es en cinco etapas: Modicia (Monza), Parma, Sena Julia (Siena), Tibur (Tivoli) y Neapolis (Nápoles). El corredor romano es Coronavirus, junto a su ayudante Bacillus, y participan carros de todas las nacionalidades de la época: godos, bretones, lusitanos, griegos, fenicios, persas, etruscos, sármatas, normandos, cimbros... Además, participan dos princesas kushitas, Vaconchófer y Vasinchófer. En la primera etapa, por una manipulación tramposa de miliarios, Astérix y Obélix yerran el camino y acaban en Venexia (Venecia). Ya de noche, llegan a la primera parada, una posada en Parma, regentada por un personaje inspirado en Luciano Pavarotti. 
En la segunda etapa pasan por Florentia (Florencia), poblada de grandes estatuas y, de camino a Siena, ven en una ventana una mujer inspirada en la Mona Lisa. Unos campesinos les indican un atajo y les invitan a beber vino Chianti, y Obélix dice ver una torre inclinada, alusión a la torre de Pisa. En Siena recalan en la plaza mayor, donde un lugareño propone hacer una carrera cada año, en alusión a la carrera del Palio. En el albergue les sirven pasta con salsa de garum y, al probarla, Obélix se siente indispuesto; cuando sale fuera a beber agua ve cómo un sirviente del senador Bífidus da una bolsa de monedas a Bacillus. 
En la tercera etapa pasan por Umbría, donde unos legionarios les cortan el paso, y Astérix oye a uno de ellos mencionar a los cimbros, que parecen haber delatado que cuentan con poción mágica. Tras encontrarlos, revelan que son esclavos de Bífidus, quien les había prometido la libertad si saboteaban a los participantes. Al llegar a Roma van a la villa de Bífidus, donde están Coronavirus y Bacillus; el primero confiesa que, aunque es el corredor, está a las órdenes de su ayudante, y que ya está harto, con lo que deja la carrera. En el albergue de Tibur les sirven unas tortas que hacen alusión a la base de la pizza.
En la última etapa, Astérix y Obélix se acercan a Nápoles cuando tienen un accidente, al tiempo que ven reaparecer a Coronavirus, quien les adelanta. Para reparar su carro reciben la ayuda de Cresus Lupus —inspirado en Silvio Berlusconi—, un fabricante de garum que patrocina la carrera, quien les ayuda a cambio de ceder su imagen para anuncios publicitarios. Al pasar por el Vesubio el volcán entra en erupción y despide una gran roca que cae cerca de los galos, pero Obélix la vuelve a lanzar y tapona el volcán. Ya cerca de la meta, Coronavirus pierde una rueda en un socavón y, finalmente, ganan los galos. Al quitarse la máscara que llevaba, se ve que el nuevo Coronavirus que había reemprendido la carrera es Julio César, quien acepta su derrota y ofrece la copa ganadora a los galos. Estos, sin embargo, la rechazan y la pasan a los otros corredores, con lo que todos se consideran ganadores. La historia acaba como es habitual con un banquete en la aldea gala.

## Análisis
Igual que en La vuelta a la Galia de Astérix se evocaba el Tour de Francia, en Astérix en Italia se evoca el Giro.
Como es habitual en las historietas que transcurren en otros países —alternas a las que transcurren en la aldea gala—, los autores revisan los tópicos de ese país, como en este caso la gastronomía italiana (pasta, pizza, vino), el arte, personajes famosos (Pavarotti, Berlusconi, Mona Lisa) e, incluso, un tema polémico como es la corrupción política. Los nuevos autores escogieron Italia porque ese país no había salido nunca en las historietas de Astérix en su conjunto, sino tan solo la capital, Roma, en Astérix gladiador y Los laureles del César. Entre otras cosas, se ha querido señalar que en la península itálica no solo había romanos, sino también otros pueblos como vénetos, umbros, etruscos, oscos, mesapios, apulios... Según Conrad y Ferri: «¡Italia no se resume en Julio César, Roma y el Coliseo! ¡Pensamos que ya era hora de que Astérix y Obélix se hicieran una idea más precisa de lo que era verdaderamente Italia!».
El álbum también trasluce algo de crítica de la situación política europea, ya que ofrece la alianza de los pueblos frente a la tiranía del poder. En una entrevista, Conrad confesó que: «Me gustaría que Europa fuera más democrática. No lo es. Son tecnócratas que deciden por todos y para todos sin tener idea de la realidad de la gente de cada país. Y en el rallye ganan los más lentos, un guiño a la Europa de las dos velocidades».
Además, el viaje de los personajes a Italia es una referencia y un cariñoso homenaje a los orígenes de Albert Uderzo, que era hijo de inmigrantes italianos que se asentaron en Francia.

## Personajes
Además de los protagonistas, Astérix y Obélix, junto a los habituales personajes de la aldea gala y Julio César, aparecen los siguientes nuevos personajes:
- Termosifonus, senador romano.
- Lactus Bífidus, senador romano.
- Mozzarella, esposa del anterior.
- Bioétix, dentista galo.
- Catalítix y Calandra, vendedores de carros galos.
- Coronavirus y Bacillus, corredores romanos.
- Vaconchófer y Vasinchófer, corredoras kushitas.
- Madmax y Ecotax, corredores bretones.
- Iteuves y Vinhoverdes, corredores lusitanos.
- Olyunidislov y Degustinov, corredores sármatas.
- Cerogluten y Betacaroten, corredores cimbros.
- Arrozpilaf y Gazmoñaf, corredores normandos.
- Erasmus, rebelde umbro.
- Catetos, periodista griego.
- Vivajuventus, periodista ligur.
- Cronistic, periodista godo.
- Cresus Lupus, fabricante de garum.

También aparecen en varias viñetas los piratas que suelen encontrarse Astérix y Obélix en sus viajes.

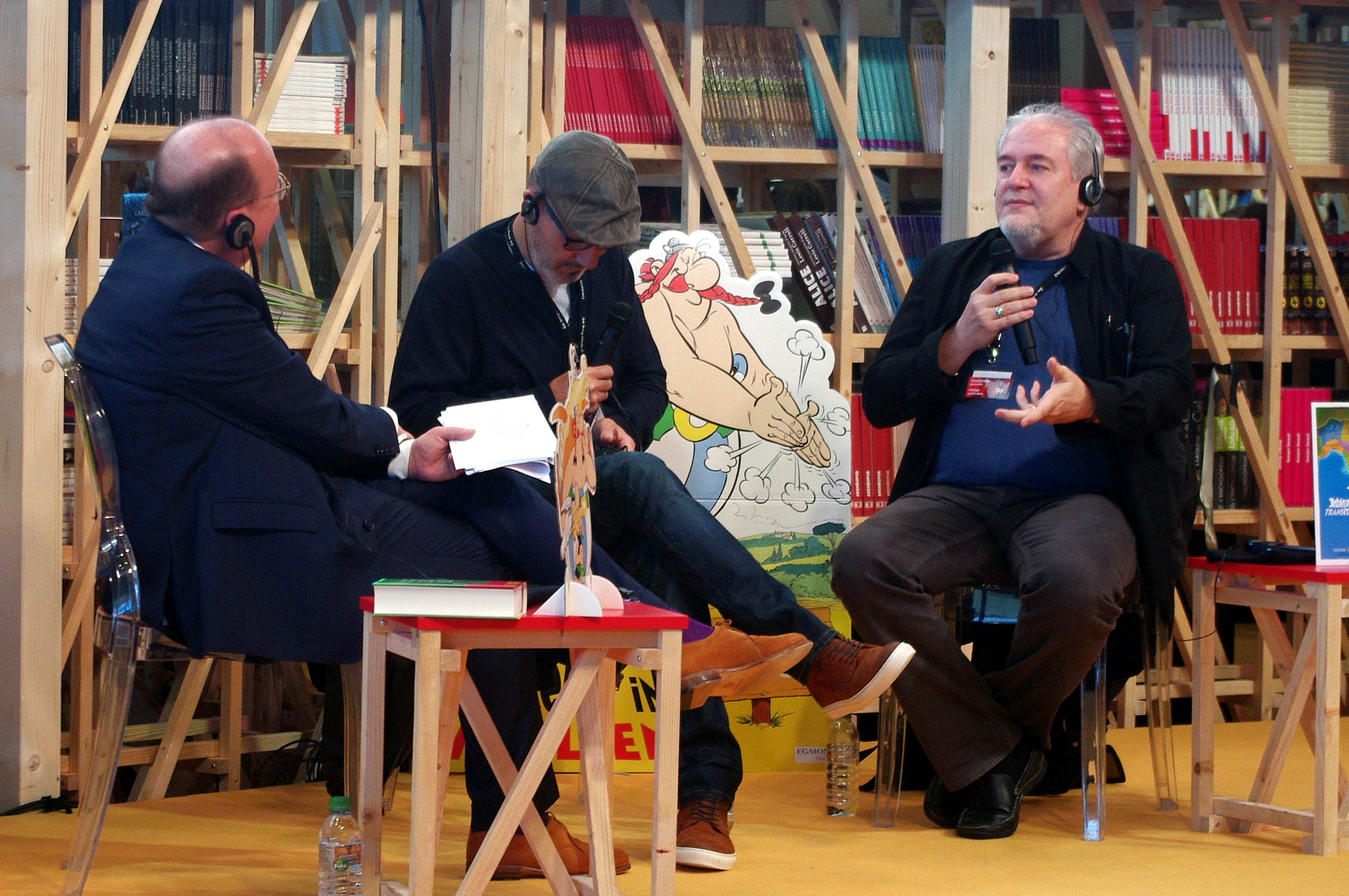
Ed. del 2017 de la Feria de Fráncfort: Ferri, Obélix y Conrad, días antes de la publicación.

## Curiosidades
La palabra Coronavirus saltó a la masividad tres años después, en 2020, debido a la epidemia desatada desde Wuhan, China: pero ya se usaba hace varias décadas para referirse a un virus de la familia Orthocoronavirinae que terminó infectando a gran parte de la humanidad. No obstante la historieta se escribió mucho antes de conocerse el primer caso de la citada epidemia.